# Cyclosa jalapa
Cyclosa jalapa là một loài nhện trong họ Araneidae.
Loài này thuộc chi Cyclosa. Cyclosa jalapa được Herbert Walter Levi miêu tả năm 1999.